# Королівська військова академія (Вулідж)
Королівська військова академія (англ. Royal Military Academy) — військовий навчальний заклад, що існував у Великій Британії з 1741 до 1939 року. Готувала офіцерів для артилерії та саперних військ.

## Історія
Була заснована 1741 року. Оскільки спочатку вона розміщувалась у колишній будівлі майстерень Королівського Арсеналу, то Академію неформально називали «The Shop». У 1796–1805 роках Джеймс Ваєтт спроектував та збудував для неї нову спеціальну будівлю, куди Академія переїхала з 1806 року. 1939 року Академія була закрита.

## Відомі викладачі
- Фредерік Август Абель, читав лекції з хімії 1852 року
- Пітер Барлоу, викладав математику у 1801–1847 роках
- Майкл Фарадей, професор хімії у 1829–1852 роках
- Томас Сімпсон, помічник професора математики у 1743–1861 роках

## Відомі випускники
- Фарук I — король Єгипту і Судану у 1936–1952 роках